# Pullimosina vockerothi
Pullimosina vockerothi är en tvåvingeart som beskrevs av Marshall 1986. Pullimosina vockerothi ingår i släktet Pullimosina och familjen hoppflugor. Inga underarter finns listade i Catalogue of Life.